# Berg (Baden-Württemberg)
Berg (in svevo Bärg) è un comune tedesco di 4 623 abitanti situato nel land del Baden-Württemberg.

## Amministrazione

### Gemellaggi
- Brěst
- Rodigo

## Monumenti e luoghi di interesse
- Abbazia di Kellenried